# Vallée de Tingoi
Tingoi Vallis
Pour les articles homonymes, voir Tingoi.
La vallée de Tingoi (désignation internationale : Tingoi Vallis) est une vallée située sur Vénus dans le quadrangle de Guinevere Planitia. Elle a été nommée en référence à Tingoi, un esprit de la rivière mandé.